# Estadio Parque Artigas (Paysandú)
Das Estadio Parque Artigas ist ein Fußballstadion in der uruguayischen Stadt Paysandú. Es wurde im Jahre 1994 erbaut und fasst heute 25.000 Zuschauer und wird momentan hauptsächlich für den Fußball genutzt. Der Fußballverein FC Paysandú trägt hier seine Heimspiele aus.